# Иван Първев
Иван Христов Първев е български историк, преподавател в катедра „История на Византия и балканските народи“, професор, доктор на историческите науки и академичен директор на Центъра за регионални изследвания и анализи към Историческия факултет на Софийския университет „Св. Климент Охридски“.

## Биография
Роден е на 15 август 1960 г. в София. Завършва средното си образование в 91 Немска езикова гимназия „Проф. Константин Гълъбов“ в София. През 1981 г. започва следването си в СУ „Св. Климент Охридски“ – първа специалност „История" с профил „Балканска история“ и втора специалност „Немска филология“. През ноември 1986 г. започва работа като редовен асистент по балканска история в катедра „История на Византия и балканските народи“ към Историческия факултет на СУ „Св. Климент Охридски“. Получава научната степен „Доктор по история на Софийския университет“, след като през юни 1993 г. защитава дисертацията си „Османската империя в политиката на Хабсбургите, 1683 – 1739 г.“ пред Специализирания научен съвет по нова и най-нова история към ВАК. Няколко месеца по-късно е назначен за главен асистент. През април 2001 г. е избран за доцент по Нова балканска история. През октомври 2011 г. защитава дисертационния си труд на тема „Югоизточна Европа в немските политически списания от ХVIII век“ и получава титлата „доктор на историческите науки“. В периода 2007 – 2015 г. е ръководител на катедрата „История на Византия и балканските народи“. От 2017 г. е професор по Нова балканска история към Историческия факултет на Софийския университет.
Специализира в Германия (Саарбрюкен, Майнц, Берлин, Лайпциг, Бремен, Билефелд, Волфенбютел), Австрия (Виена) и Холандия (Амстердам) по линия на международни договори за научно сътрудничество на СУ „Св. Климент Охридски“, Германската служба за академичен обмен (DAAD), Австрийската служба за академичен обмен (ÖAD) и Фондация „Мелон“. Той членува и в няколко авторитетни научни организации, сред които са:
- Българско общество за проучване на XVIII в. (председател е в периода 2009 – 2013 г.);
- Institut für die Erforschung der Frühen Neuzeit (Виена);
- Gesellschaft zur Erforschung des 18. Jahrhunderts im südöstlichen Europa Архив на оригинала от 2021-06-16 в Wayback Machine. (заместник-председател).[1]

През 2021 г. става носител на почетното звание „Доктор хонорис кауза“ на Университета „Карл-Франценс“ в Грац.

## Публикации

### Книги
1. Александър Батенберг. Дневник. Моите преживявания по време на войната срещу турците 1877/78 г. София 1992 /превод, бележки и показалец на личните имена; 144 с./
2. Habsburgs and Ottomans between Vienna and Belgrade, 1683 – 1739. East European Monographs Nr. CDXXXI, Boulder Col. 1995 /345 p./
3. Балканите между две империи. Хабсбургската монархия и османската държава, 1683 – 1739 г. София 1997 /361 с./
4. Клио-гравитацията в международните отношения. Една интерпретационна теория на международните отношения. София 1999 /147 с./
5. Land in Sicht. Südosteuropa in den deutschen politischen Zeitschriften des 18.Jahrhunderts. Mainz 2008 [Veröffentlichungen des Instituts für EuropäischeGeschichte. Mainz. Abteilung für Universalgeschichte. Band 220] (229 S.)
6. Балканите и Източният въпрос, 1688 – 1878. София, УИ „Св. Климент Охридски“ 2017
7. Александър фон Батенберг. Дневник. Моите преживявания по време на войната срещу турците 1877/1878 г. Alexander von Battenberg. Tagebuch. Meine Erlebnisse im Feldzug gegen die Türken 1877/1878. Актуализирано двуезично издание. Иван Първев (разчитане, превод, увод, научен апарат). София, УИ „Св. Климент Охридски“ 2021 (под печат)

### Съставителство
1. Plamen Mitev, Ivan Parvev, Maria Baramova, Vania Racheva (eds), Empires and Peninsulas. Southeastern Europe between Karlowitz and the Peace of Adrianople, 1699 – 1829. LIT Verlag, Berlin 2010
2. Maria Baramova, Plamen Mitev, Ivan Parvev, Vania Racheva (eds), Power and Influence in Southeastern Europe 16-19th century. LIT Verlag, Berlin 2013
3. Иван Първев, Мария Баръмова (съставители), Двувековният път на едно понятие. ”Балканският полуостров” (1808 – 2008). София 2014
4. Maria Baramova, Grigor Boykov, Ivan Parvev (eds), Bordering Early Modern Europe. Harrassowitz Verlag, Wiesbaden 2015
5. Иван Първев, Наум Кайчев, Мария Баръмова (съставителство и научна редакция). Централна Европа и Балканите, XIX-XX век. Сборник в памет на проф. Милчо Лалков. София, УИ “Св. Кл. Охридски” 2019.
6. Maria Endreva, Alexandra Preitschkopf, Maria Baramova, Ivan Parvev (eds). Der Donauraum als Zivilisationsbrücke. Österreich und der Balkan. Perspektiven aus der Literatur- und Geschichtswissenschaft. Würzburg, Königshausen & Neumann 2020.
7. Colin Heywood, Ivan Parvev (eds). The Treaties of Carlowitz (1699). Antecedents, Course and Consequences. Leiden, Brill 2020.
8. Maria Baramova, Grigor Boykov, Ivan Parvev (eds). Social Networking in South-Eastern Europe, 15th-19th Century. Berlin, LIT Verlag 2021

### Публикации в списания
1. Австро-Унгария и българската балканска политика, юни-август 1913 г. В: Студентски проучвания. Софийски университет. Исторически факултет. Том VI. София 1984, 210 – 39.
2. Die 28. Internationale Universitätswoche in Tutzing (BRD). In: Bulgarian Historical Review 2(1988), 123 – 125.
3. Mitteilungen des Bulgarischen Forschungsinstitutes in Österreich. In: Bulgarian Historical Review 4(1988), 99 – 101.
4. Russia, Orthodoxy in the Ottoman Empire and the Peace of Kuchuk Kainardja 1774. In: Bulgarian Historical Review 1(1990), 20 – 30.
5. Османската империя в Европейската система от държави, началото на XVI-XVIII в. В: Векове 3(1990), 36 – 47.
6. Die bulgarischen und die griechischen Länder in der Balkanpolitik der Habsburger, Ende des 17.-18. Jh. In: Etudes balkaniques 2(1992), 59 – 66.
7. Хабсбургите и Османската империя в края на XVII в. Конфликтът от 1683 – 1699 г. В: Исторически преглед 1(1993), 3 – 20.
8. Unbedeutend oder unterschätzt: die Orthodoxe Kirche in der osmanischen Politik der Habsburger, 1774 – 1775. В: Балканистичен форум (Благоевград), 2 (1993), 37 – 46.
9. Източният въпрос – определение и начало. В: Минало (София) 1 (1994), 27 – 38.
10. Der Aufstand von Čiprovci (1688) und die Wiener Archive. In: Mitteilungen des Bulgarischen Forschungsinstitutes in Österreich 2(1988), 63 – 76.
11. Един съд от Чипровци, свързан с благородническия род Шонборн (края на XVII – началото на XVIII век). В: Известия на музеите в Северозападна България, том 20 (1993), 61 – 76. (съавторство с Траяна Ценова)
12. Между кралски амбиции и християнска солидарност. Бавария в хабсбургско-османските войни, 1683 – 1718 г. В: Балканистичен форум 3 (1994), 130 – 143.
13. Османското в османската династия. В: История 3 (1995), 44 – 53.
14. „Третият пореден опит“ в османското завоевание на Югоизточна Европа, 1354 – 1606 г. В: Минало 1(1996), 22 – 28.
15. Български следи в Свещената Римска империя на германската нация през XVIII в. Из активността на балканските търговци в Саксония. В: Балканистичен форум 4 (1997), 31 – 39
16. За честта на хабсбургския пагон. Загубата на Ниш и екзекуцията на генарал Доксат през 1738 г. В: Балканистичен форум 1-2-3(2001), 136 – 144
17. „Following the Phases of the Moon“. Der Europa-Gedanke in Bulgarien, 1762 – 1939. In: Jahrbuch für Europäische Geschichte 5 (2004), 113 – 141
18. Russland und die Orientalische Frage (1688-1878). Zwischen „Formal“ und „Informal Power“ auf dem Balkan. In: Bulgarian Historical Review 3-4 (2020), 3-21.

### Публикации в сборници
1. Ferdinand und die Balkanpolitik der Großmächte (1887 – 1896). In: Aspects of the Eastern Question. Ed. by Maria N. TODOROVA. Sofia 1986, 89 – 103.
2. Римската курия и въпросът за владетелската титулатура на Симеон (893 – 927). В: II. Международен конгрес по българистика. Доклади 23. Млади българисти. Колоквиум. София 1989, 445 – 455.
3. Die Position des Osmanischen Reiches im europäischen Staatensystem, Anfang des 16. – 18. Jh. In: Sixième congres international d'études du Sud-est européen. Sofia, 30.VIII. – 5.IX.1989. Résumes des communications. Histoire, 1. Sofia 1989, 221 – 222.
4. Конгресът в Немиров (1737) и възникването на Източния въпрос. В: Кризата в историческото развитие. София 1991, 61 – 87
5. Балканите и войната на „Свещената коалиция“ срещу Османската империя в края на XVII в. В: Турските завоевания и съдбата на балканските народи, отразени в исторически и литературни паметници от XIV – XVIII век. Международна научна конференция, Велико Търново, 20 – 22 май 1987 година. Велико Търново 1992, 268 – 277.
6. Личността на хабсбургския пълководец в балканските военни кампании 1689 – 1739 г. В: Личността в историческото развитие. Алтернативата в историята. София 1995, 25 – 40.
7. Хабсбургският „вариант“ за Балканите XVI-XVIII в. В: Личността в историческото развитие... София 1995, 130 – 144.
8. Християнската коалиция срещу османците през XV в. Типология и степен на ефектиивност. В: Сборник материали от международната научна конференция „Културни, исторически и етнополитически отношения между християнството и исляма на Балканите XIV-XV в.“ Варна, 2 – 3 юли 1994 г. София 1995, 102 – 111.
9. „Другият“ Георги Кастриоти-Скендербег (1405 – 1468). В: Другият в историята. Сборник от материалите на научната конференция 7 – 9 май 1992, Кюстендил. Кюстендил 1996, 8 – 22.
10. Die Habsburger auf dem Balkan, 1688 – 1690. В: Aвстро-турската воjна 1683 – 1699 година со посебен осврт на Карпошовото востание во Македониja (Mатериjали од Научниот собир одржан оі 5 – 7 октомври 1990 година во Кратово и Охрид). Скопjе 1997, 61 – 82.
11. „Източна империя“ без имперска столица. Константинопол в политиката на Хабсбургите, XVI-XVIII в. В: Дарове и съкровища. Духовна приемственост на Балканите. Благоевград 1998, 293 – 305
12. Osmanische Traditionen auf dem Balkan vom 14. bis zum 19. Jahrhundert. In: Valeria HEUBERGER, Arnold SUPPAN, Elisabeth VYSLONZIL (Hrsg.). Der Balkan. Friedenszone oder Pulverfaß? (Wiener Osteuropa Studien Bd. 7). Frankfurt am Main 1998, 45 – 62
13. „Източен въпрос“ и „Балкански полуостров. Между традиция и историческа прецизност. В: Модерният историк. Въображение, информираност, поколения. Сборникът се посвещава на 60-годишнината на проф. д-р ист. н. Андрей Лазаров Пантев. София 1999, 251 – 269
14. През две морета в трето. Един холандски поглед върху османската държавност от началото на XVIII в. В: Балкански щрихи в европейското минало. София 2001, 45 – 71
15. Да бъде или да не бъде. Размисли за деосманизацията на Югоизточна Европа през 1789. В: Модерността вчера и днес. София 2003, 47 – 60 V: Modernostta včera i dnes. Sofija 2003, 47 – 60
16. Българите в най-старата запазена европейска печатна книга от средата на ХV в. In: Civitas divino-humana. In honorem annorum LX Georgii Bakalov. Sofia 2004, 683 – 692
17. Югоизточна Европа в политическата публицистика на Свещената Римска империя (1700 – 1789). В: Иронията на историка. Професор Милчо Лалков. София 2004, 291 – 302 In: Ironijata na istorika. Profesor Milčo Lalkov. Sofija 2004, 291 – 302
18. „Du, glückliches Österreich, verhandle“. Militär versus Diplomatie in der habsburgischen Südosteuropa-Politik, 1739 – 1878. In: Das Osmanische Reich un die Habsburger Monarchie. Akten des internationalen Kongresses zum 150-jährigen Bestehen des Instituts für Österreichische Geschichtsforschung. Wien, 22.-25. September 2004. Herausgegeben von Marlene KURZ, Martin SCHEUTZ, Karl VOCELKA und Thomas WINKELBAUER. Wien München 2005, S. 539 – 550
19. Геополитика и дипломация. Никлас Спайкмън и американската външна политика след Втората световна война. В: Надежди разочарования в историята. Сборник в памет на професор Милчо Лалков. Благоевград 2005, 459 – 466
20. Мустафа Алиоглу или Лудвиг Щайнман. Жизненият път на един офицер от пруската армия през ХVIII в. In: Studia In Honorem Professoris Virginiae Paskaleva, Bulgarian Historical Review 1 – 2 (2006), S. 446 – 453.
21. Предложение и контрапредложение. Един австро-унгарски проект за ревизия на Сан Стефанския договор от 1878 г. В: Учител на учителите. Юбилеен сборник в чест на професор Йордан Шопов. Съставител доц. д-р Мария РАДЕВА. София 2006, с. 103 – 114.
22. Deutschland und das Problem der staatlichen Wiedergründung Bulgariens vom 16. bis zum 19. Jahrhundert. In: Jürgen PLÖHN (Hrsg.) Sofioter Perspektiven auf Deutschland und Bulgarien. Stidien zu Wirtschaft, Politik, Geschichte, Medien und Kultur. Berlin 2006, 23 – 39
23. Информационните технологии и българската историческа наука в зората на ХХI век. В: Предизвикателствата на промяната. Национална научна конференция. София, 10 – 11 ноември 2004 г. Съставители доц. Д-р Искра БАЕВА и доц. д-р Пламен МИТЕВ. София 2006, 402 – 408
24. Reichs-Sprachen, Nations-Zungen und das “Matrjoschka-Prinzip“. Die Bulgaren und die bulgarische Sprache im Osmanischen Reich und in der Habsburgermonarchie (17.-18. Jahrhundert) In: Politik und Sprache im frühneuzeitlichen Europa. Herausgegeben von Thomas NICKLAS und Matthias SCHNETTGER. Mainz 2007, 169 – 178
25. „Православният кръст“ на реалната политика. Руските манифести за обявяване на война на Османската империя, 1768 – 1877 г. В: Толерантният националист. Паметен сборник от приятелите на Стайко Трифонов, с който искаме да отбележим 10-та годишнина от смъртта му и да припомним 60-та годишнина от раждането му. София 2009, 63 – 74
26. Ein Kind, das nervt. Bulgarien in der Politik Bismarcks, 1878 – 1887. In: Mark ARENHÖVEL, Maja RAZBOJNIKOVA-FRATEVA und Hans-Gerd WINTER (Hg.) Kulturtransfer und Kulturkonflikt. Dresden 2010, 123 – 140
27. Southeastern Europe as a Factor in German History, 1699 – 1829. In: Plamen MITEV, Ivan PARVEV, Maria BARAMOVA, Vania RACHEVA (eds) Empires and Peninsulas. Southeastern Europe between Karlowitz and the Peace of Adrianople, 1699 – 1829. Berlin 2010, 19 – 24
28. „Krieg der Welten“ oder „Balance of Power“. Europa und die Osmanen, 1300 – 1856. In: Irene DINGEL und Matthias SCHNETTGER (Hg). Auf dem Wege nach Europa: Deutungen, Visionen, Wirklichkeiten. Veröffentlichungen des Instituts für Europäische Geschichte Mainz. Beihefte, 82. Göttingen 2010, 131 – 146
29. Joy and Glory. Die Eroberungen Belgrads 1717 und 1789 als Medienereignis im Alten Reich. In: Harald HEPPNER, Eva POSCH (Hg.). Encounters in Europe’s Southeast. The Habsburg Empire and the Orthodox World in the Eighteenth and Ninenteenth Centuries. [The Eighteenth Century and the Habsburg Monarchy. International Series, Vol. 5]. Bochum 2012, 93 – 107
30. Power without influence, influence without power. Habsburg and Russian influence in the Balkans in the 17-19th c. as a comparison. In: Maria BARAMOVA, PLAMEN MITEV, Ivan PARVEV, Vania RACHEVA (eds) Power and Influence in Southeastern Europe 16-19th century. Berlin 2013
31. „Enemy Mine“. Das osmanische Feindbild und seine Wandlung in der Habsburgermonarchie der späten Frühneuzeit. In: Arno SROHMEYER, Norbert SPANNENBERGER, Robert PECH (eds) Frieden und Konfliktmanagement in interkulturellen Räumen: das Osmanische Reich und die Habsburgermonarchie in der Frühen Neuzeit. Franz Steiner Verlag, Stuttgart 2013, 371 – 384
32. Southeastern Europe from Within: Balkan Studies at the University of Sofia, 1989 – 2010. Challenge and Perspectives. In: Christian PROMITZER, Siegfried GRUBER, Harald HEPPNER (eds) Southeast European Studies in a Globalizing World. Berlin 2014, 161 – 169
33. Едно неочаквано ”бащинство”. Аугуст Цойне и неговият ”Балкански полуостров”. В: Иван ПЪРВЕВ, Мария БАРЪМОВА (съставители) Двувековният път на едно понятие. ”Балканският полуостров” (1808 – 2008). София 2014, 9 – 18
34. Between „Europe“ and „Non-Europe“. The Balkans in the Plans for Peace and European Unity in the Sixteenth-Eighteenth Centuries. In: Maria BARAMOVA, Grigor BOYKOV, Ivan PARVEV (eds) Bordering Early Modern Europe. Harrassowitz Verlag, Wiesbaden 2015, 15 – 20[2]
35. „Wenn hinten, weit, in der Türkei, die Völker aufeinander schlagen“. Das Räsonieren über die Türkenkriege in deutschsprachigen historisch-politischen Zeitschriften. In: Wolfgang ZIMMERMANN, Josef WOLF (eds). Die Türkenkriege des 18. Jahrhunderts. Wahrnehmen – Wissen – Erinnern. Regensburg, Schnell & Steiner 2017, 161-174. ISBN: 9783795432188
36. Pax Austriaca auf dem Balkan. Das Gutachten Graf Jörgers über die kaiserlichen Kriegs- und Friedensziele in Südosteuropa (1689). In: Theatrum Belli – Theatrum Pacis. Konflikte und Konfliktregelungen im frühneuzeitlichen  Europa. Festschrift für Heinz Duchhardt zu seinem 75. Geburtstag. Herausgegeben von Irene Dingel, Johannes Paulmann, Matthias Schnettger und Martin Wrede. Vandenhoeck & Ruprecht, Göttingen 2018, 163-178. ISBN 9783525370834
37. „От императорската армия в България се съобщава…“ Хабсбургската крепост Видин в периодичния печат на Свещената Римска империя, 1689-1690 г. В: Изследвания и материали за Видин и региона. Съставителство и научна редакция Пламен Митев, Ваня Рачева. Том 2. София, УИ „Св. Климент Охридски" 2018, 347-371. ISBN: 978-954-07-3646-4
38. Südosteuropa im Spannungsfeld zwischen Wien und Moskau/ St. Petersburg (1699-1718). In: Iskra Schwarcz (Hg.) Die Flucht des Thronfolgers Aleksej: Krise in der „Balance of Power“ und den österreichisch-russischen Beziehungen am Anfang des 18. Jahrhunderts. Berlin, LIT Verlag 2019, 133-142. ISBN: 978-3-643-50922-2
39. Дипломати от кариерата, кариера на дипломати. Германските генерални консули в София (1879-1887). В: Централна Европа и Балканите, XIX-XX век. Сборник в памет на проф. Милчо Лалков. Съставителство и научна редакция Иван Първев, Наум Кайчев, Мария Баръмова. София, УИ “Св. Кл. Охридски” 2019, 93-102. ISBN: 978-954-07-4720-0
40. Борьба за мировое господство и Восточный кризис (1875-1878). В: Славяне и Россия: Россия, Болгария, Балканы. Проблемы войны и мира. XVIII-XXI вв. (Мифы и реальность). Сб. статей. Гл. редактор К. В. Никифоров. Москва, Институт славяноведении РАН 2019, 137-147. ISBN: 978-5-7576-0408-4
41. Ulrich Jasper Seetzen und seine Reise von Wien nach Konstantinopel (1802). In: Detlef Haberland (Ed) Die Orientreise Ulrich Jasper Seetzen und die Wissenschaften. Oldenburg, Isensee Verlag 2019, 147-159. ISBN‎ 978-3730815533
42. Един австрийски поглед върху България и българите от средата на XIX в. В: Предизвикателството: съвременна българска история. Сборник с изследвания в чест на проф. д-р Евгения Калинова. Съставители проф. д-р Искра Баева, доц. д-р Румяна Маринова-Христиди. София, УИ „Св. Кл. Охридски“ 2020, 429-436. ISBN: 9789540749570
43. Die fast vergessene Monarchie. Österreich als Teil der historischen Erinnerung in Bulgarien (17.-19. Jh.). In: Maria ENDREVA, Alexandra PREITSCHOPF, Maria BARAMOVA, Ivan PARVEV (eds). Der Donauraum als Zivilisationsbrücke. Österreich und der Balkan. Perspektiven aus der Literatur- und Geschichtswissenschaft. Würzburg, Königshausen & Neumann 2020, 249-257. ISBN: 978-3-8260-6838-6
44. Vorwort (co-author with M. Endreva, A. Preitschopf, M. Baramova). In: Maria ENDREVA, Alexandra PREITSCHKOPF, Maria BARAMOVA, Ivan PARVEV (eds). Der Donauraum als Zivilisationsbrücke. Österreich und der Balkan. Perspektiven aus der Literatur- und Geschichtswissenschaft. Würzburg, Königshausen & Neumann 2020, 7-15. ISBN: 978-3-8260-6838-6
45. The War of 1683-1699 and the Beginning of the Eastern Question. In: Colin HEYWOOD, Ivan PARVEV (eds). The Treaties of Carlowitz (1699). Antecedents, Course and Consequences. Leiden, Brill 2020, 73-87. ISBN: 978-90-04-41428-0
46. Introduction (co-author with Colin Heywood). In: Colin HEYWOOD, Ivan PARVEV (eds). The Treaties of Carlowitz (1699). Antecedents, Course and Consequences. Leiden, Brill 2020, 1-16. ISBN: 978-90-04-41428-0
47. Historische Einführung und die Konstellation der Mächte. In: Jürgen Plöhn (Hrsg.) Reisetagebuch 1940/41 – Die Grand Tour des Jurastudenten Heinrich Schütt. In 80 Tagen von Berlin via Rom zum Bosporus und zurück. Berlin, Peter Lang 2021, 69-76. ISBN: 978-3631829295
48. „There is no place where espionage is not used”. Habsburg Spy Networking in the Ottoman Empire, 1689-1714. In: Maria BARAMOVA, Grigor BOYKOV, Ivan PARVEV (eds). Social Networking in South-Eastern Europe, 15th-19th Century. Berlin, LIT Verlag 2021, 165-178. ISBN: 978-3-643-90866-7
49. Preface (co-author with M. Baramova and G. Boykov). In: Maria BARAMOVA, Grigor BOYKOV, Ivan PARVEV (eds). Social Networking in South-Eastern Europe, 15th-19th Century. Berlin, LIT Verlag 2021, 1-3. ISBN: 978-3-643-90866-7